# Norberto Briasco
Norberto Alejandro Briasco Balekian (en armenio: Նորբերտո Ալեխանդրո Բրիասկո Բալեկյան; Marcos Paz, Buenos Aires, 29 de febrero de 1996) es un futbolista argentino-armenio. Juega de delantero en Gimnasia y Esgrima La Plata de la Primera División de Argentina.
De ascendencia armenia por parte materna, el 10 de marzo de 2018 fue convocado por el técnico de la selección de Armenia para unos amistosos ante Estonia y Lituania. A partir de ahí empezó a ser convocado regularmente.
Hizo su debut profesional en el Club Atlético Huracán, tras haber sido formado en las inferiores del mismo, allí se desempeñó a lo largo de cinco años en el Globo. En este logró 10 goles y 6 asistencias.
En 2021 fue fichado por Boca Juniors, club con el que ganó sus primeros títulos como profesional, entre ellos el Campeonato de Primera División 2022, la Copa de La Liga 2022, entre otros.

## Trayectoria profesional

### Inicios
Durante su infancia en Marcos Paz anhelaba convertirse en jugador profesional. Por eso había hecho inferiores en Independiente y Deportivo Merlo antes de llegar a La Quemita, la escuela de inferiores del club Huracán. Durante su adolescencia también conoció a Braian Toledo, el atleta olímpico que murió en un accidente de tránsito.

### Club Atlético Huracán
Con la edad de quinta división arribó al Club Atlético Huracán y después de un año fue promovido a la Primera, cuando estaba Néstor Apuzzo al frente del equipo. El 27 de agosto de 2016 debutó en primera división bajo el mando de Eduardo Domínguez en un partido en el que Huracán perdió 1-0 ante Godoy Cruz.

### Club Atlético Boca Juniors
El 17 de junio de 2021 se confirma su llegada a la entidad xeneize. Adquiriendo el 80 por ciento del pase del futbolista por 3,5 millones de dólares. El 13 de julio de ese año debuta con la camiseta de Boca por la ida de los octavos de final de la Copa Libertadores, frente a Atlético Mineiro. 
En agosto de ese mismo año, Briasco marcó su primer gol con Boca, frente a Platense y por la jornada 8 del campeonato de Primera División 2021. A fines de ese mismo año ganó la Copa Argentina 2019-20, siendo este su primer título con el Xeneize.
En mayo de 2022, ganó su segundo título con Boca, la Copa de la Liga Profesional 2022. En septiembre de ese mismo año convertiría su segundo gol, frente a Colón (SF), en un partido que terminaría 2 a 1 a favor del club de la Ribera.

### Gimnasia y Esgrima La Plata
A mediados de agosto de 2024 se confirma el pase a Gimnasia y Esgrima La Plata a préstamo de 18 meses sin cargo, pero también sin opción de compra. Pero además, Boca tiene una cláusula de repesca en diciembre de 2024. La cláusula para repatriar al jugador es que se podrá habilitar solamente si a Xeneize le llega una oferta para transferirlo. Es decir, no la podrá utilizar para volver a contar con el delantero, ni para cederlo a préstamo a otra institución, solo se le puede dar uso en caso de venta.

## Selección nacional
El padre de su abuelo Juan Carlos Balekian fue sobreviviente del genocidio armenio y llegó a Argentina en calidad de refugiado. Sus raíces le valieron ser convocado para la selección de fútbol de Armenia, comandada por el DT español Joaquín Caparrós. El jugador tramitó la nacionalidad de dicho país para participar del seleccionado armenio. Es el tercer argentino en hacerlo después de José Bilibio y Marcelo Devani quienes jugaron en Deportivo Armenio en Argentina y en la liga armenia.

### Absoluta
El 24 de marzo de 2018 debutó, empatando 0 a 0 ante Estonia, entrando a los 68 minutos del partido en reemplazo del extremo Artem Simonyan.
En 2021 participó en la clasificación a la Copa Mundial de 2022 con la selección armenia.

## Estadísticas

### Clubes
Actualizado de acuerdo al último partido jugado el 5 de noviembre de 2024.
| Club                              | Div.          | Temporada     | Liga  | Liga  | Liga   | Copas nacionales | Copas nacionales | Copas nacionales | Torneos internacionales | Torneos internacionales | Torneos internacionales | Total | Total | Total  |
| Club                              | Div.          | Temporada     | Part. | Goles | Asist. | Part.            | Goles            | Asist.           | Part.                   | Goles                   | Asist.                  | Part. | Goles | Asist. |
| --------------------------------- | ------------- | ------------- | ----- | ----- | ------ | ---------------- | ---------------- | ---------------- | ----------------------- | ----------------------- | ----------------------- | ----- | ----- | ------ |
| C. A. Huracán Argentina           | 1.ª           | 2016-17       | 18    | 3     | 0      | 2                | 0                | 0                | 2                       | 1                       | 0                       | 22    | 4     | 0      |
| C. A. Huracán Argentina           | 1.ª           | 2017-18       | 5     | 1     | 1      | —                | —                | —                | 2                       | 0                       | 0                       | 7     | 1     | 1      |
| C. A. Huracán Argentina           | 1.ª           | 2018-19       | 13    | 0     | 1      | 5                | 0                | 0                | 3                       | 0                       | 1                       | 21    | 0     | 2      |
| C. A. Huracán Argentina           | 1.ª           | 2019-20       | 18    | 3     | 1      | 3                | 0                | 0                | 1                       | 0                       | 0                       | 22    | 3     | 1      |
| C. A. Huracán Argentina           | 1.ª           | 2020          | —     | —     | —      | 9                | 2                | 1                | —                       | —                       | —                       | 9     | 2     | 1      |
| C. A. Huracán Argentina           | 1.ª           | 2021          | —     | —     | —      | 11               | 0                | 1                | —                       | —                       | —                       | 11    | 0     | 1      |
| C. A. Huracán Argentina           | Total club    | Total club    | 54    | 7     | 3      | 30               | 2                | 2                | 8                       | 1                       | 1                       | 92    | 10    | 6      |
| C. A. Boca Juniors Argentina      | 1.ª           | 2021          | 15    | 1     | 0      | 3                | 0                | 0                | 2                       | 0                       | 0                       | 20    | 1     | 0      |
| C. A. Boca Juniors Argentina      | 1.ª           | 2022          | 4     | 1     | 0      | 3                | 1                | 0                | —                       | —                       | —                       | 7     | 2     | 0      |
| C. A. Boca Juniors Argentina      | 1.ª           | 2023          | 14    | 1     | 1      | 6                | 0                | 1                | 3                       | 0                       | 0                       | 23    | 1     | 2      |
| C. A. Boca Juniors Argentina      | 1.ª           | 2024          | 1     | 0     | 0      | 3                | 0                | 0                | 2                       | 0                       | 1                       | 6     | 0     | 1      |
| C. A. Boca Juniors Argentina      | Total club    | Total club    | 34    | 3     | 1      | 15               | 1                | 1                | 7                       | 0                       | 1                       | 56    | 4     | 3      |
| Gimnasia y Esgrima (LP) Argentina | 1.ª           | 2024          | 6     | 1     | 0      | 2                | 0                | 0                | —                       | —                       | —                       | 8     | 1     | 0      |
| Gimnasia y Esgrima (LP) Argentina | Total club    | Total club    | 6     | 1     | 0      | 2                | 0                | 0                | 0                       | 0                       | 0                       | 8     | 1     | 0      |
| Total carrera                     | Total carrera | Total carrera | 94    | 11    | 4      | 47               | 3                | 3                | 15                      | 1                       | 2                       | 156   | 15    | 9      |
| 1. 2. 3.                          |               |               |       |       |        |                  |                  |                  |                         |                         |                         |       |       |        |

### Selección nacional
Actualizado de acuerdo al último partido jugado el 26 de marzo de 2024.
| Selección        | Año             | Amistosos | Amistosos | Amistosos | Eliminatorias | Eliminatorias | Eliminatorias | Continental | Continental | Continental | Mundial | Mundial | Mundial | Total | Total | Total  |
| Selección        | Año             | Part.     | Goles     | Asist.    | Part.         | Goles         | Asist.        | Part.       | Goles       | Asist.      | Part.   | Goles   | Asist.  | Part. | Goles | Asist. |
| ---------------- | --------------- | --------- | --------- | --------- | ------------- | ------------- | ------------- | ----------- | ----------- | ----------- | ------- | ------- | ------- | ----- | ----- | ------ |
| Absoluta Armenia | 2018            | 2         | 0         | 0         | —             | —             | —             | —           | —           | —           | —       | —       | —       | 2     | 0     | 0      |
| Absoluta Armenia | 2019            | —         | —         | —         | 2             | 0             | 0             | —           | —           | —           | —       | —       | —       | 2     | 0     | 0      |
| Absoluta Armenia | 2020            | —         | —         | —         | —             | —             | —             | 1           | 0           | 1           | —       | —       | —       | 1     | 0     | 1      |
| Absoluta Armenia | 2021            | —         | —         | —         | 5             | 0             | 0             | —           | —           | —           | —       | —       | —       | 5     | 0     | 0      |
| Absoluta Armenia | 2023            | —         | —         | —         | 6             | 0             | 0             | —           | —           | —           | —       | —       | —       | 6     | 0     | 0      |
| Absoluta Armenia | 2024            | 2         | 0         | 0         | —             | —             | —             | —           | —           | —           | —       | —       | —       | 2     | 0     | 0      |
| Total selección  | Total selección | 4         | 0         | 0         | 13            | 0             | 0             | 1           | 0           | 1           | 0       | 0       | 0       | 18    | 0     | 1      |
| 1. 2.            |                 |           |           |           |               |               |               |             |             |             |         |         |         |       |       |        |

### Resumen estadístico
| Torneo                  | Part. | Goles | Asist. |
| ----------------------- | ----- | ----- | ------ |
| Liga                    | 94    | 11    | 4      |
| Copas nacionales        | 47    | 3     | 3      |
| Torneos internacionales | 15    | 1     | 2      |
| Selección de Armenia    | 18    | 0     | 1      |
| Total                   | 174   | 15    | 10     |

## Palmarés

### Títulos nacionales
| Título              | Equipo       | País      | Año     |
| ------------------- | ------------ | --------- | ------- |
| Copa Argentina      | Boca Juniors | Argentina | 2019-20 |
| Copa de la Liga     | Boca Juniors | Argentina | 2022    |
| Primera División    | Boca Juniors | Argentina | 2022    |
| Supercopa Argentina | Boca Juniors | Argentina | 2022    |